# Хоултон (индейская резервация)
Хоултон (англ. Houlton Maliseet Reservation) — индейская резервация, расположенная в центрально-восточной части штата Мэн, США. Единственная резервация малеситов в Соединённых Штатах, остальные расположены в Канаде.

## История
Согласно договору Джея об урегулировании границы, малеситы сохранили за собой право свободно пересекать международную границу, потому что их деревни охватывали обе страны. Малеситы США, в отличие от своих канадских соплеменников, долгое время не имели собственной резервации.
В начале 1970-х годов представители индейских племён штата Мэн, не проживающих в признанных резервациях, объединились, чтобы сформировать Ассоциацию индейцев Арустука. В октябре 1980 года американские малеситы добились федерального признания и учреждения собственной резервации.

## География
Резервация расположена в центрально-восточной части округа Арустук вдоль реки Медакснекег, к северу от города Хоултон и примерно в 1,6 км к западу от американо-канадской границы.
Общая площадь резервации составляет 3,34 км², из них 3,32 км² приходится на сушу и 0,02 км² — на воду. Кроме того, племени принадлежат трастовые земли вне резервации (англ. Houlton Maliseet Off-Reservation Trust Land), площадь которых составляет 1,89 км². Административным центром резервации является город Литлтон.

## Демография
Согласно федеральной переписи населения 2020 года в резервации проживало 226 человек, насчитывалось 131 домашнее хозяйство и 89 жилых домов. Средний доход на одно домашнее хозяйство в индейской резервации составлял 26 406 долларов США.
Расовый состав распределился следующим образом: белые — 40 чел. (17,74 %), афроамериканцы — 2 чел. (0,88 %), коренные американцы (индейцы США) — 160 чел. (70,82 %), азиаты — 0 чел., океанийцы — 0 чел., представители других рас — 0 чел., представители двух или более рас — 24 человека (10,56 %); испаноязычные или латиноамериканцы любой расы составили 10 человек (4,4 %). Плотность населения составляла 67,66 чел./км².

## Комментарии
1. ↑  В состав резервации входит часть населённого пункта.